# Landsbókasafn Íslands – Háskólabókasafn
Landsbókasafn Íslands – Háskólabókasafn ("Islands landsbibliotek – Universitetsbiblioteket") är Islands national- och universitetsbibliotek.
Biblioteket är det nationella biblioteket som samlar alla tryckta verk som publiceras i Island, av islänningar och om Island. Som universitetsbibliotek har det landets största samling av vetenskapliga arbeten på flera språk. Många kan lånas av låntagare med lånekort. Samlingen av manuskript omfattar fler än 15 000 volymer. De flesta är från tidigmodern tid och den moderna tiden och det finns en del ovanliga tryckningar. Dessa verk samt de som publicerats före 1900 kan man läsa på biblioteket.
Det nuvarande biblioteket bildades 1994 då det tidigare nationalbiblioteket Landsbókasafns Íslands, grundat 1818, slogs ihop med universitetsbiblioteket, Háskólabókasafns.